# Państwo Rosyjskie (1918–1920)
Państwo Rosyjskie (ros. Российское государство) – państwo istniejące w latach 1918–1920 na terenie wschodniej Rosji. Jego stolicą były kolejno: Ufa, Omsk i Irkuck. Proklamowane zostało jako republika 23 września 1918, przez Ogólnorosyjski Rząd Tymczasowy na czele z Nikołajem Awksientjewem. 18 listopada 1918, na skutek zbrojnego zamachu stanu, cała władza została skupiona w rękach admirała Aleksandra Kołczaka (jako Wielkorządcy).

## Historia
Państwo to zostało proklamowane 23 września 1918 w Ufie, przez działający tam antykomunistyczny Ogólnorosyjski Rząd Tymczasowy z Nikołajem Awksientjewem na czele. Tzw. Dyrektoriat Ufijski uznał się za jedyną legalną władzę w Rosji, jego program polityczny przewidywał ponowne zjednoczenie ziem rosyjskich, walkę z bolszewikami i kontynuowanie wojny z państwami centralnymi. 9 października 1918 rząd przeniósł się z Ufy do Omska, w związku ze zbliżaniem się Armii Czerwonej.

18 listopada 1918 admirał Aleksander Kołczak, pełniący obowiązki ministra wojny i marynarki, dokonał zbrojnego zamachu stanu i skupił w swoich rękach autorytarną wojskową władzę dyktatorską, ogłaszając się Wielkorządcą Państwa Rosyjskiego. W utworzonym przez niego Rządzie Rosyjskim funkcję premiera objął Piotr Wołogodski, w listopadzie 1919 zastąpił go na tym stanowisku Wiktor Piepielajew. Członkowie Rady Ministrów reprezentowali głównie syberyjskich regionalistów, monarchistów, liberałów i ludowych socjalistów. W programie nowego rządu nie pojawiało się hasło odbudowy monarchii. Przyszłość ustroju politycznego Rosji miała się rozstrzygnąć dopiero po zakończeniu wojny domowej z bolszewikami. Duża część członków Rady Ministrów opowiadała się za republiką prezydencką. Głoszono hasło „jednej niepodzielnej Rosji”, odmawiając uznania niepodległości dla np. Finlandii, a także nie zgadzając się na własną państwowość narodów wchodzących w skład byłego państwa carów. W dziedzinie gospodarczej obrano kurs kapitalistyczny, z minimalnym interwencjonizmem państwowym. Zdenacjonalizowano własność, którą upaństwowili bolszewicy, z wyjątkiem kopalni węgla kamiennego w rejonie Czeremchowa. Zgodnie z deklaracją z 4 kwietnia 1919 rząd Kołczaka obiecał przydzielić małorolnym i bezrolnym chłopom te ziemie, które faktycznie już uprawiali. Oprócz podatków i opłat ziemskich chłopi byli zmuszeni opłacać jeszcze specjalną opłatę rolniczą. Polityka rolna lawirowała pomiędzy interesami właścicieli ziemskich i ludności chłopskiej. W dziedzinie robotniczej władze formalnie kontynuowały politykę lewicowego Dyrektoriatu Ufijskiego. Był zapewniony 8-godzinny dzień pracy, możliwość zakładania związków zawodowych i robotniczych kas chorych. Faktycznie działalność związkowa była silnie utrudniana, a prawa robotnicze często nie przestrzegane.

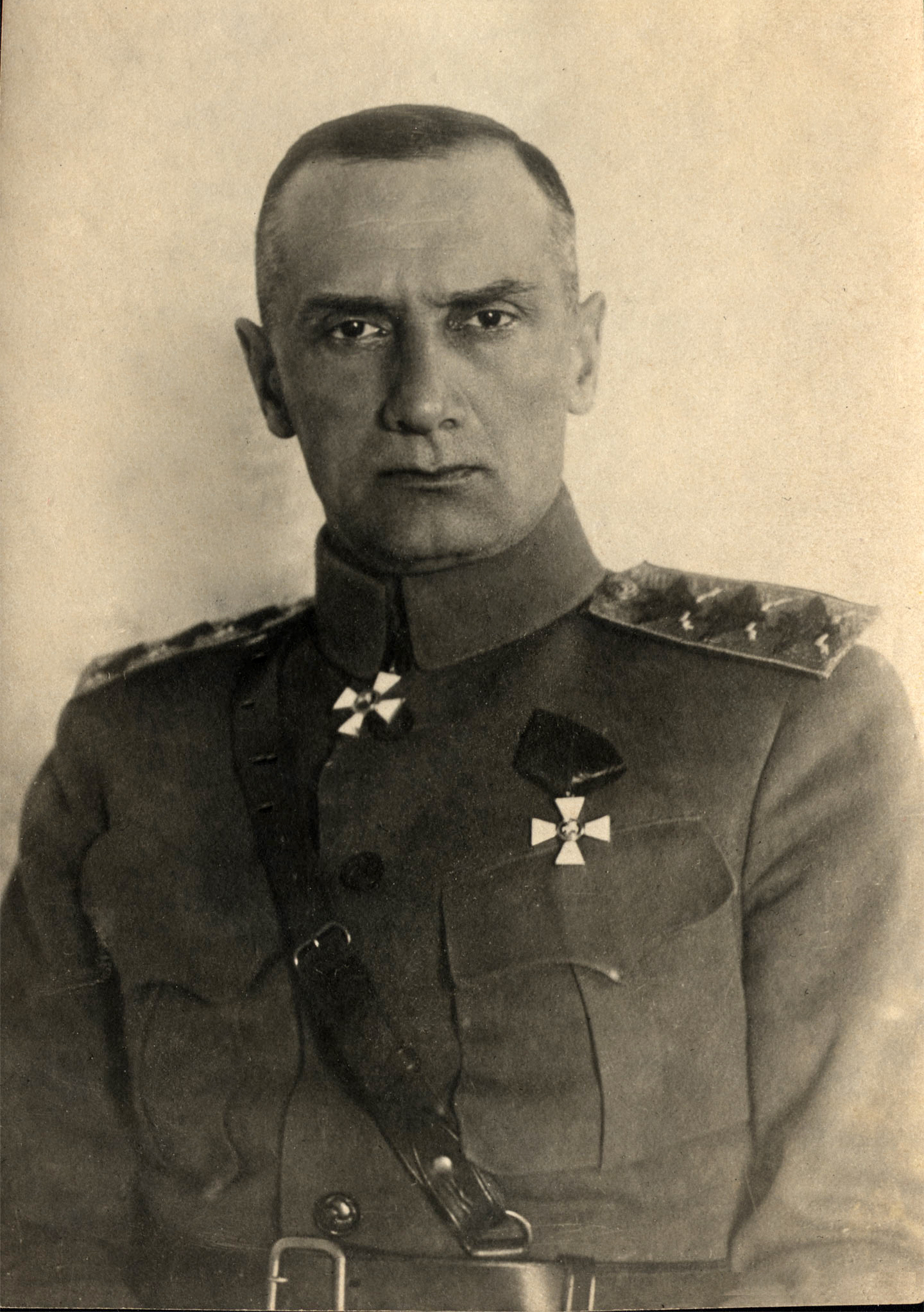
Aleksandr Kołczak – Wielkorządca Państwa Rosyjskiego od 1918 do 1920

Realną władzę z szerokimi kompetencjami sprawowali w terenie mianowani przez rząd generał-gubernatorzy. W odpowiedzi socjalistyczna prasa zamieszczała artykuły mówiące o terrorze i represjach białogwardzistów. Starając się ograniczyć wpływ eserowców i mienszewików na samorząd, 20 grudnia 1918 Rada Ministrów zmieniła dotychczas proporcjonalny system liczenia głosów w wyborach na system większościowy. Czynne prawo wyborcze podniesiono do 21 roku życia i połączono z cenzusem rocznego zamieszkiwania w swoim okręgu wyborczym. W wyborach nie mogli brać udziału wojskowi, a prawo takie otrzymały natomiast kobiety. W rezultacie w wyborach samorządowych przeprowadzonych na przełomie maja i czerwca 1919 nie wzięło udziału wielu mieszkańców Syberii i Dalekiego Wschodu, co było formą protestu przeciwko działaniom władz.
W marcu 1919 zachodnia granica Państwa Rosyjskiego przebiegała na linii Wołgi. Wszyscy dowódcy wojsk białych na południu i zachodzie Rosji, a także na Syberii i Dalekim Wschodzie uznawali władzę Kołczaka. Na przełomie maja i czerwca 1919, generałowie Anton Denikin, Jewgienij Miller oraz Nikołaj Judenicz dobrowolnie uznali najwyższe dowództwo admirała nad wszystkimi armiami antybolszewickimi w Rosji.
Rząd Kołczaka dysponował dużymi rezerwami rosyjskiego złota, wcześniej przechwyconymi przez Ludową Armię Komucza. Jego wartość szacowano na 650 milionów rubli według przedwojennego kursu. 240 mln rubli w złocie wydano głównie na spłatę carskich długów wobec państw zachodnich.
Po zajęciu w listopadzie 1919 Omska przez bolszewików, Aleksander Kołczak przeniósł swój rząd do Irkucka. 24 grudnia 1919 w tym mieście wybuchło skierowane przeciw jego władzy zbrojne powstanie eserowsko–mienszewickie kierowane przez Centrum Polityczne. Korpus Czechosłowacki, w zamian za prawo swobodnego opuszczenia Rosji, wspierał Centrum Polityczne, a biały rząd nie dysponował już innymi siłami zdolnymi do walki. 4 stycznia 1920 admirał zrzekł się swoich uprawnień w pociągu ewakuacyjnym na stacji w Niżnieudinsku, przekazując swe pełnomocnictwa gen. Antonowi Denikinowi, a władzę na rosyjskim Dalekim Wschodzie gen. Grigorijowi Siemionowowi. Większość członków dawnego Rządu Rosyjskiego uciekła do Harbinu. 7 lutego 1920 Kołczak został przez bolszewików rozstrzelany.

## Uznanie międzynarodowe i polityka zagraniczna

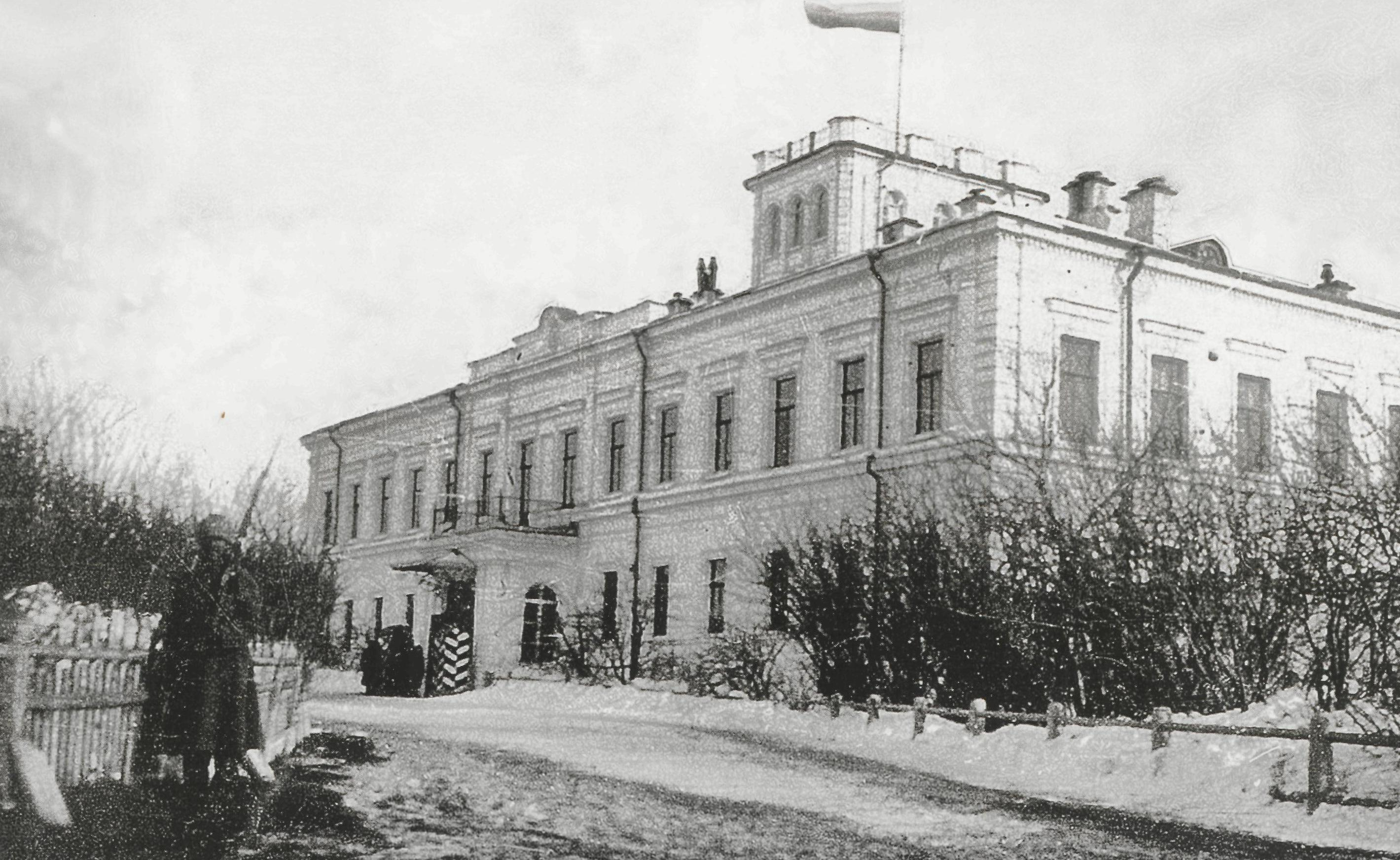
Siedziba rządu Kołczaka w Omsku

Państwo Rosyjskie na poziomie międzynarodowym zostało uznane de iure tylko przez Królestwo Serbów, Chorwatów i Słoweńców. 19 maja 1919 premier Stojan Protić oficjalnie zawiadomił rząd rosyjski w Omsku, że Królestwo SHS uznaje go za prawowite władze Rosji. Jovan D. Milankovic został mianowany Chargé d’affaires Królestwa SHS w Omsku (przybył do miasta pod koniec czerwca 1919). Państwo Rosyjskie reprezentował natomiast jako ambasador w Belgradzie Wasilij Sztrandman.
De facto Państwo Rosyjskie było uznawane przez wszystkie państwa Ententy (jako kontynuacja Republiki Rosyjskiej).
W polityce zagranicznej admirał Aleksandr Kołczak konsekwentnie trzymał się orientacji na byłych sojuszników Rosji w I wojnie światowej. Uznawał wszystkie zobowiązania rządu rosyjskiego i jego zadłużenia. Siergiej Sazonow, były rosyjski minister spraw zagranicznych, był głównym reprezentantem rządu Kołczaka na zachodzie (reprezentował Białych na konferencji pokojowej w Paryżu).
W styczniu 1919 prezydent Stanów Zjednoczonych Thomas Woodrow Wilson i premier Wielkiej Brytanii David Lloyd George wystąpili z inicjatywą zwołania specjalnej międzynarodowej konferencji poświęconej kwestii rosyjskiej na Wyspach Książęcych (na którą zaproszono by przedstawicieli bolszewików i białych). Rząd radziecki odpowiedział na tę propozycję. Jednak wśród białych propozycja negocjacji z bolszewikami wywołała falę oburzenia. Kołczak i Denikin odmówili wysłania swoich przedstawicieli.